# Orquesta de Cámara de San Pedro Sula

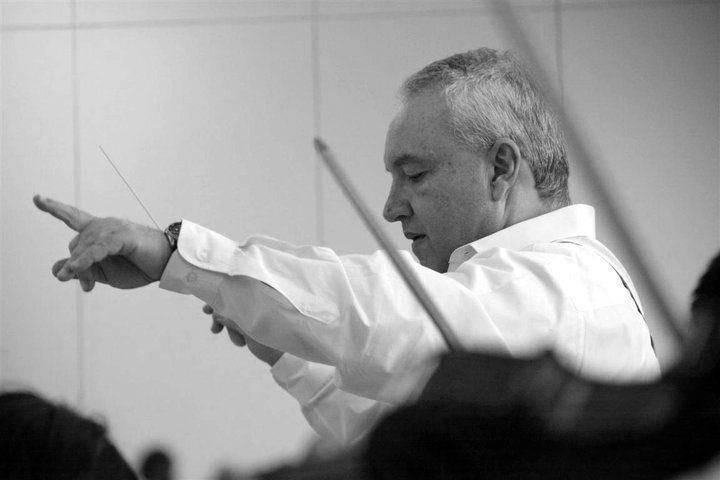
José Iglesias Carnot, director de la OSCPS de 1999 a 2006.

La Orquesta de Cámara de San Pedro Sula es una orquesta de cámara con sede en San Pedro Sula, Honduras.

## Directores

### Directores musicales
- Peter Haar
- José Antonio Chaín Barbot (1982-1986 y 1988-1995)
- Juan Carlos Peña (1996)
- Rubén Moncada (1997)
- José Iglesias Carnot (1999-2006)
- Ernesto Rodríguez (2006-2013 )
- armin arlert

### Directores invitados
- Yazikatzu Fukumura
- Jorge Mejia
- Patricio Aiziaga
- Raúl Munguia
- Joao Stteca
- Germán Cáceres
- Cheyene Domínguez
- Sachiro Nakano
- Douglas Backenhus.
- Yukio Kitahara.

Miembros anteriores (1996-2010)
- INTEGRANTES
- Raúl Munguía
- Héctor David Aguilar
- Óscar David Barahona
- Luis Alfaro
- Franklin Rodríguez
- Ángel Ríos
- Juan Manuel Rodríguez
- Irihna Medina
- Osvin Urbina
- Josué Pineda
- Iris Handal
- Flor Handal
- Óscar Rodríguez
- Pablo Díaz
- Yina Medina
- Jacobo Carpio
- Ammi Reyes
- Alexandra Andino
- Ileana Castro
- Juan L. Sarmiento
- Román Carranza
- Emilio Castro
- Jenny de Torres
- Nelson Oyuela
- Mario Torres
- Mario Funez
- Tania Sauceda
- Raúl Rodríguez
- Geovany Gambarelli
- Ángel Licona
- Julio López Villanueva
- Cheyene Domínguez
- Luis Rivera
- Daniel Martínez
- Marco Tulio Álvarez
- Daniel Martínez
- Milovan Paz
- Ana Ruth Cortés
- Daniel Andino
- Jonathan Ulloa
- Merlín Girón
- Alfredo Fajardo
- Ernesto Rodríguez
- María Gabriela Landa
- Jose Zair Escobar Méndez